# Armand-Gustave Houbigant
 (juillet 2015).
Si vous disposez d'ouvrages ou d'articles de référence ou si vous connaissez des sites web de qualité traitant du thème abordé ici, merci de compléter l'article en donnant les références utiles à sa vérifiabilité et en les liant à la section « Notes et références ».
Armand-Gustave Houbigant, né le 29 janvier 1790 à Paris et mort le 12 janvier 1863 à Paris 7e, est un parfumeur, historien, homme politique et artiste français.

## Origine et entourage
Armand-Gustave Houbigant grandit dans un milieu raffiné et familier de l’art. Né à Paris le 29 janvier 1790, il est le fils du célèbre parfumeur Jean-François Houbigant (1752-1807), de Grasse, venu s’installer à Paris en 1775 pour vendre des gants, des parfums et des corbeilles de mariage. Depuis sa boutique du Faubourg Saint-Honoré, « À la corbeille de fleurs », et qui prend quelques années plus tard le nom d'Houbigant, il est tour à tour le fournisseur de Madame du Barry, alors favorite de Louis XV, de Marie-Antoinette, et de Napoléon Ier. La boutique existe toujours et continue d'approvisionner les grands du monde, comme la Reine Victoria et plus tard l’épouse d’Alexandre III de Russie, jusqu’à la veille de 1917. Son fils Armand-Gustave prend des cours dans l’atelier du Génois Carafa, proche de l’archéologue Aubin-Louis Millin, collectionneur, graveur et illustrateur, curieux de tout, qui consacra aux Pyrénées des vues gravées dans un Voyage dans les départements du Midi de la France qu’il publia de 1807 à 1811. Cet ouvrage est en quelque sorte l’ancêtre du voyage pittoresque qui se multiplie à l'époque du romantisme.

## Historien et artiste
Historien érudit et fort d’une culture artistique, d’une pratique honorable du dessin, de l’aquarelle et de la gravure, Houbigant est connu pour avoir créé dans sa jeunesse un jeu de cartes des Dames de France (1816) — dont l’original est conservé à la Bibliothèque nationale de France — composé à la suite d’un pari avec des amis, pour les faire « jouer avec des cartes autres que celles usitées et que tout le monde trouvait hideuses ». Ses talents lui valent d’être mentionné dans la rubrique « amateurs » de l'Annuaire des artistes français de 1832.
Héritier précoce de la fortune familiale, il s’établit à partir de 1812 à Nogent-sur-Oise dont il est le maire de 1831 à 1848. Il y épouse Céleste Hua, fille d’un conseiller à la cour de cassation de Paris.

## Journal d'un voyage de Paris aux Eaux-Bonnes
C’est la santé fragile de l’épouse qui attire, au cœur des étés 1841 et 1842, le couple vers les Pyrénées et les Eaux-Bonnes, où ils descendent à l’Hôtel d’Incamps. Pour leurs séjours ultérieurs, ils descendront à Pau, chez le neveu de Mme Houbigant, Eustache Maur François-Saint-Maur (1825-1901), « de la Société de l’École Impériale des Chartes et de celle des antiquaires de l’Ouest », alors archiviste paléographe (promotion de 1847), docteur en droit et avocat général et président de la Chambre d'appel de Pau.
Les deux volumes (environ 300 pages chacun) du Journal d’un voyage de Paris aux Eaux-Bonnes réunissant leurs souvenirs ne comptent pas moins de 470 pages manuscrites et 530 illustrations (estampes et œuvres originales). Cette entreprise de longue haleine, composée de 1841 à 1862, laisse le second volume en chantier.
Les deux volumes de ce manuscrit sont conservés à la Médiathèque Intercommunale André Labarrère de Pau et sont accessibles en ligne.

## Autres œuvres
Au fil des années suivantes, renouvelant le voyage dans les Basses-Pyrénées (aujourd'hui Pyrénées-Atlantiques) annuellement de 1850 à 1855, puis en 1859, Houbigant réunit des matériaux en vue de rédiger et d’illustrer de planches lithographiques un album sur la jeunesse du roi Henri IV et les lieux de son enfance. Il séjourne alors avec son épouse chez Saint-Maur. C’est ce neveu, associé à ses excursions et recherches studieuses, qui finalise l’édition des Promenades historiques dans le Pays d’Henri IV (Aabum de la jeunesse du roi de Navarre) d’après les notes, dessins et manuscrits de M. A. G. Houbigant, par M. E. M. François Saint-Maur, parues à Pau, chez Vignancour, en 1864, soit un an après la mort de l’auteur.
Membre du conseil général de l'Oise et Chevalier de la Légion d'honneur, Houbigant s’éteint à Paris, à l'âge de 73 ans, le 12 janvier 1863. Son acte de décès est consultable sur l'état civil de Paris en ligne (l'acte de baptême est accessible sur la base LEONORE).

Un ensemble de quelque 26 dessins originaux d’Houbigant, datant des séjours de 1854 et 1855, est conservé au musée national du château de Pau.

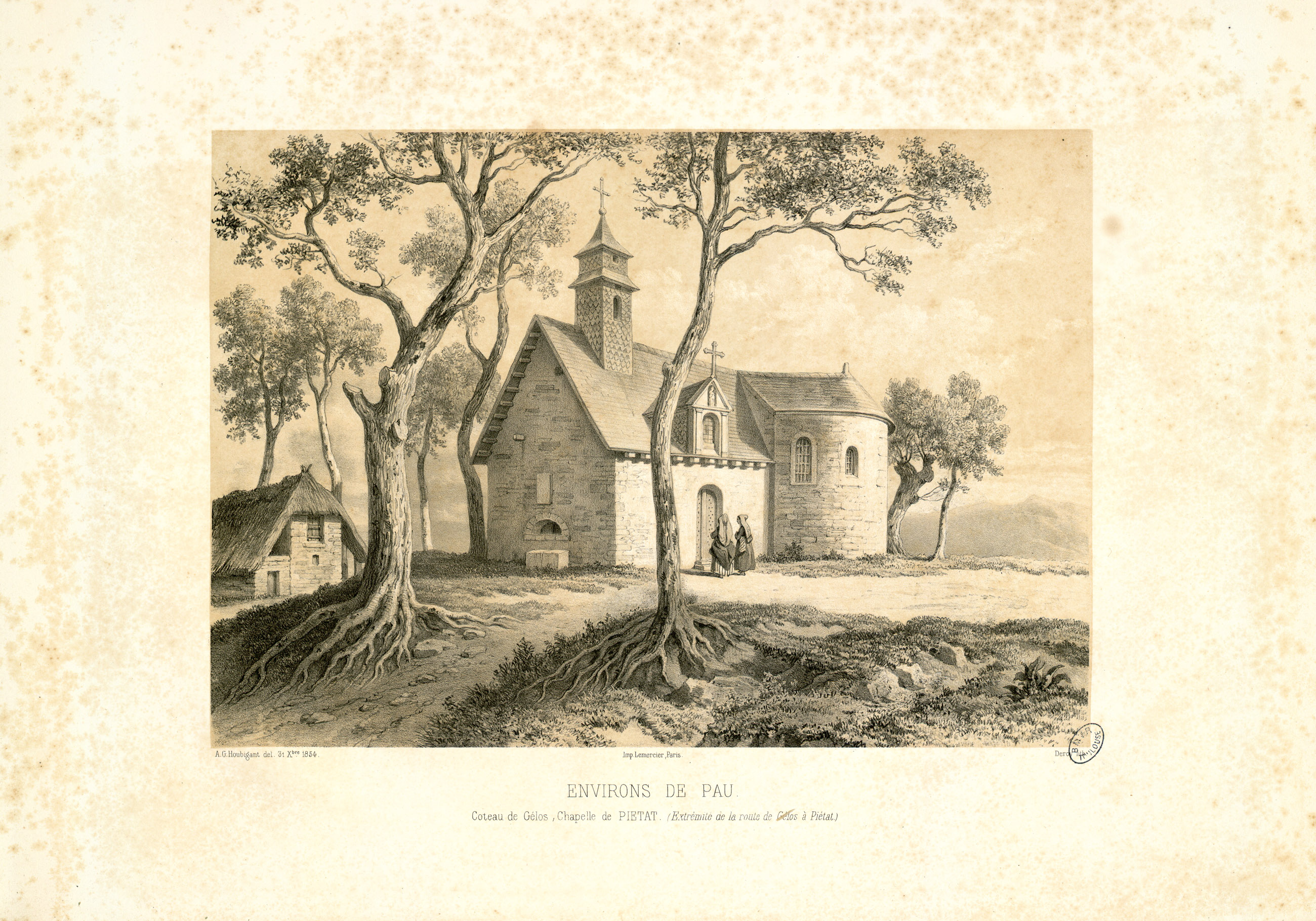
Environs de Pau - Coteau de Gélos, chapelle de Piétat
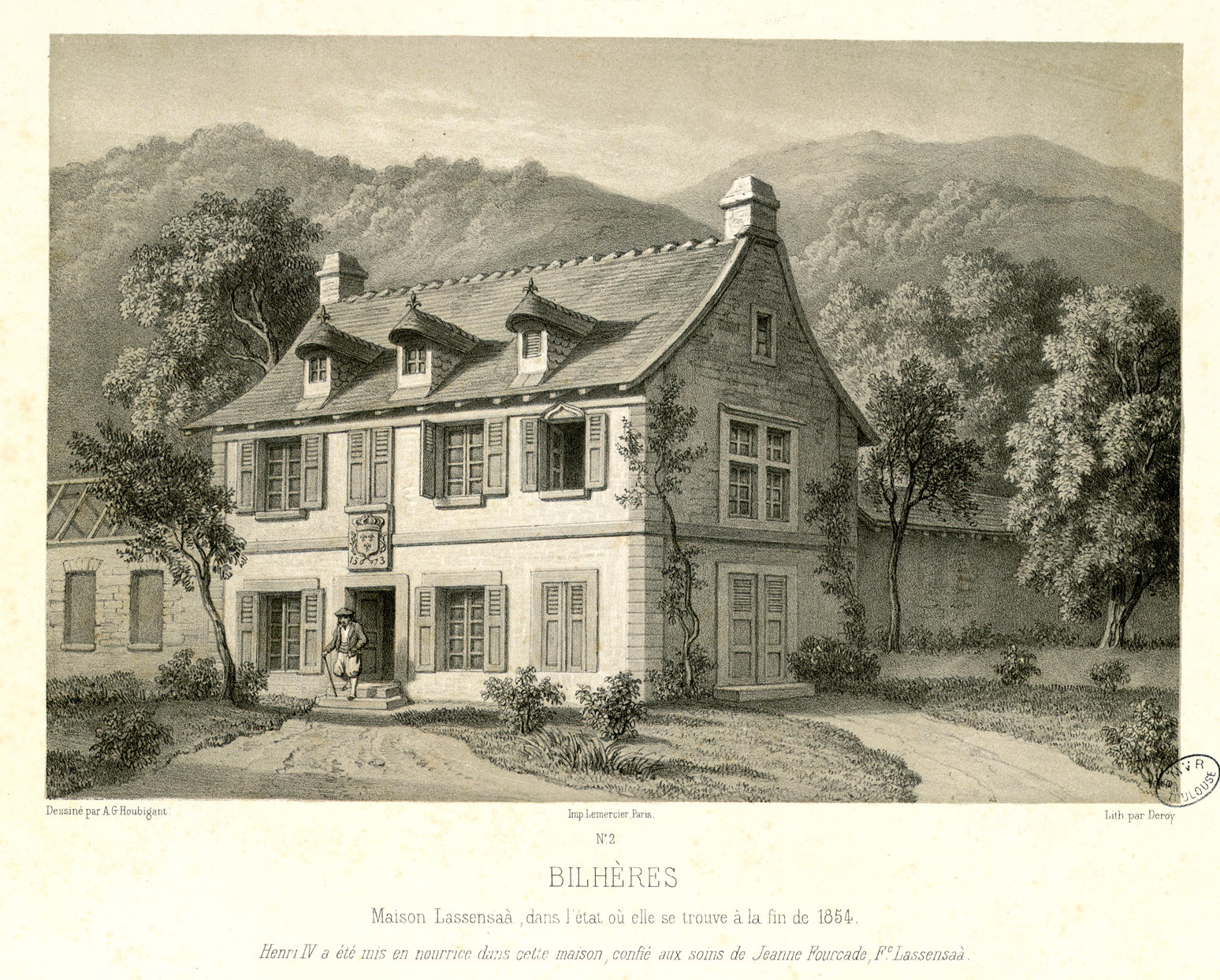
Bilhères, Maison Lassensaà en 1854
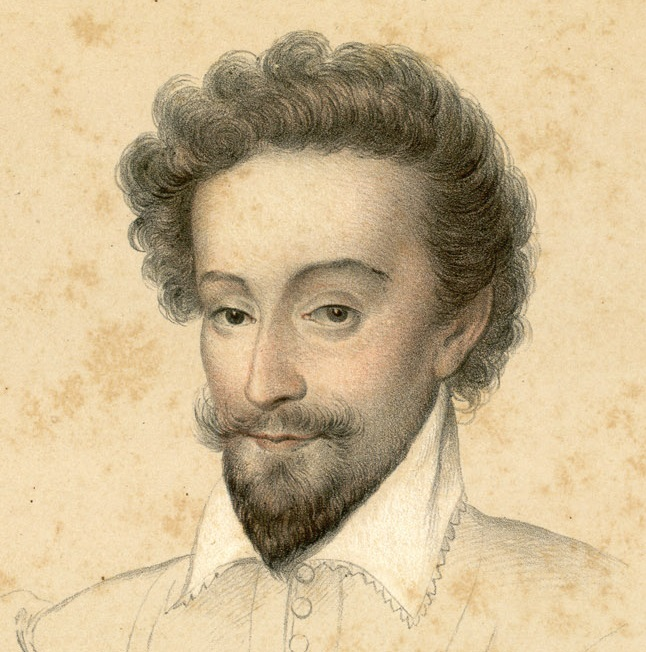
Henri IV
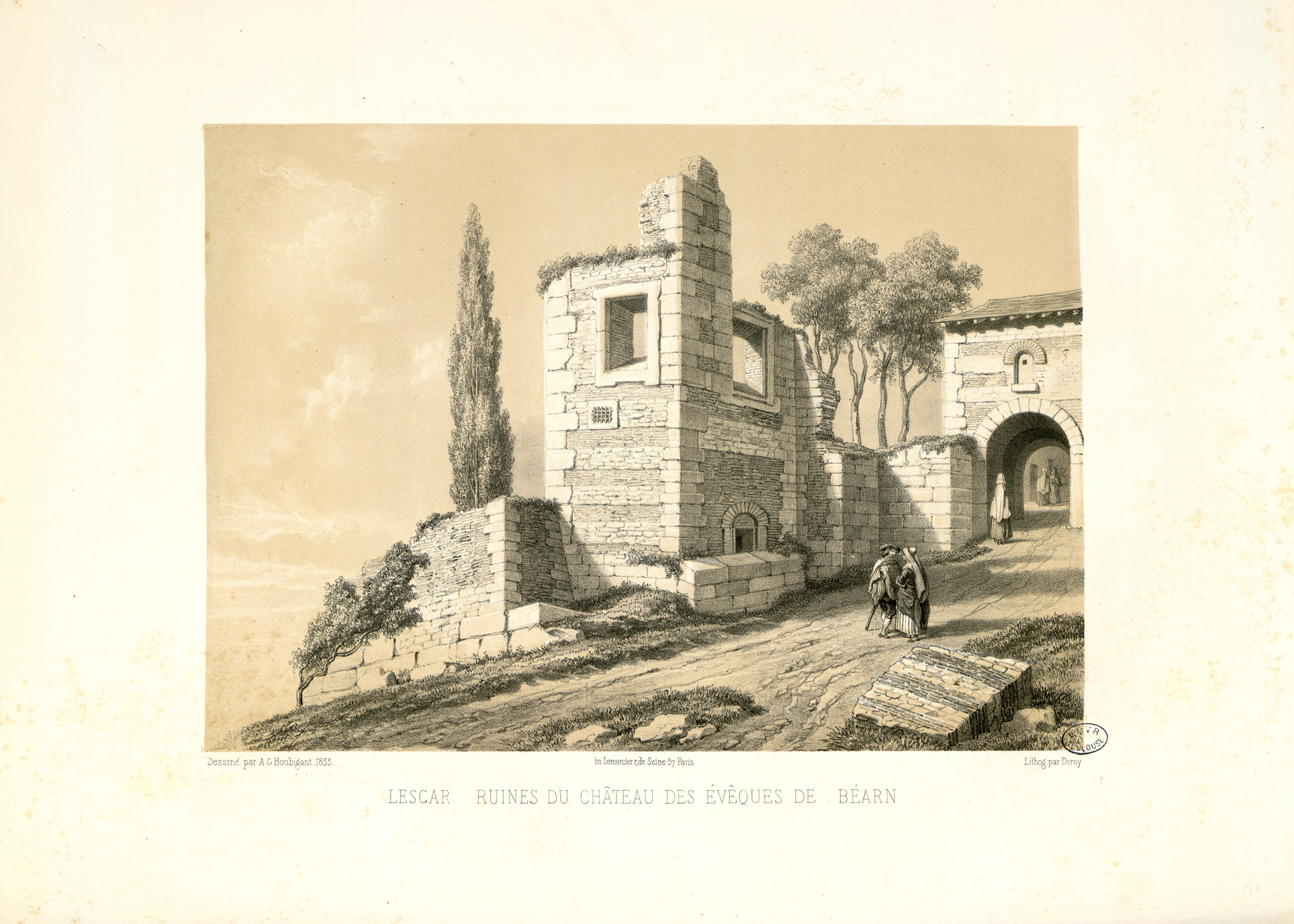
Lescar, ruines du château des évêques de Béarn